# Richard Paredes
Richard Nicolás Paredes Moraga (Santiago, Chile, 4 de diciembre de 1997) es un futbolista chileno. Juega de delantero y actualmente juega en Club Deportes Antofagasta de la Primera B de Chile.

## Estadísticas

### Clubes
| Club | Div           | Temporada     | Liga  | Liga  | Copas nacionales(1) | Copas nacionales(1) | Torneos internacionales(2) | Torneos internacionales(2) | Total | Total |
| Club | Div           | Temporada     | Part. | Goles | Part.               | Goles               | Part.                      | Goles                      | Part. | Goles |
| --- | ------------- | ------------- | ----- | ----- | ------------------- | ------------------- | -------------------------- | -------------------------- | ----- | ----- |
| Palestino · Chile | 1ª            | 2014-15       | 1     | 0     | —                   | —                   | —                          | —                          | 1     | 0     |
| Palestino · Chile | 1ª            | 2015-16       | 6     | 2     | —                   | —                   | —                          | —                          | 6     | 2     |
| Palestino · Chile | 1ª            | 2016-17       | 15    | 1     | 4                   | 0                   | 5                          | 0                          | 24    | 1     |
| Palestino · Chile | 1ª            | 2017          | 4     | 0     | 2                   | 1                   | 1                          | 0                          | 7     | 1     |
| Deportes Recoleta · Chile | 3ª            | 2018          | 15    | 4     | 2                   | 0                   | —                          | —                          | 17    | 4     |
| Deportes Recoleta · Chile | Total club    | Total club    | 15    | 4     | 2                   | 0                   | 0                          | 0                          | 17    | 4     |
| Palestino · Chile | 1ª            | 2019          | 4     | 1     | —                   | —                   | 2                          | 0                          | 6     | 1     |
| Palestino · Chile | Total club    | Total club    | 30    | 4     | 6                   | 1                   | 8                          | 0                          | 44    | 5     |
| Deportes La Serena · Chile | 2ª            | 2019          | 11    | 5     | 1                   | 0                   | —                          | —                          | 12    | 5     |
| Deportes La Serena · Chile | 1ª            | 2020          | 24    | 2     | —                   | —                   | —                          | —                          | 24    | 2     |
| Deportes La Serena · Chile | 1ª            | 2021          | 18    | 4     | —                   | —                   | —                          | —                          | 18    | 4     |
| Deportes La Serena · Chile | 1ª            | 2022          | 19    | 2     | 2                   | 1                   | —                          | —                          | 21    | 3     |
| Deportes La Serena · Chile | 2ª            | 2023          | 19    | 3     | 1                   | 0                   | —                          | —                          | 20    | 3     |
| Deportes La Serena · Chile | Total club    | Total club    | 91    | 16    | 4                   | 1                   | 0                          | 0                          | 95    | 17    |
| Santiago Morning · Chile | 2ª            | 2024          | 15    | 6     | 0                   | 0                   | —                          | —                          | 15    | 6     |
| Santiago Morning · Chile | Total club    | Total club    | 15    | 6     | 0                   | 0                   | 0                          | 0                          | 15    | 6     |
| Deportes Antofagasta · Chile | 2ª            | 2025          | 1     | 0     | 0                   | 0                   | —                          | —                          | 1     | 0     |
| Deportes Antofagasta · Chile | Total club    | Total club    | 1     | 0     | 0                   | 0                   | 0                          | 0                          | 1     | 0     |
| Total carrera | Total carrera | Total carrera | 152   | 30    | 12                  | 2                   | 8                          | 0                          | 172   | 32    |
| (1) Incluye datos de Copa Chile. (2) Incluye datos de Copa Libertadores y Copa Sudamericana. (3) No incluye goles en partidos amistosos. |               |               |       |       |                     |                     |                            |                            |       |       |

### Selección nacional
| Selección                                                | Temporada | Amistosos | Amistosos | Amistosos | Sudamérica(1) | Sudamérica(1) | Sudamérica(1) | Mundial | Mundial | Mundial | Total | Total | Total  |
| Selección                                                | Temporada | Part.     | Goles     | Asist.    | Part.         | Goles         | Asist.        | Part.   | Goles   | Asist.  | Part. | Goles | Asist. |
| -------------------------------------------------------- | --------- | --------- | --------- | --------- | ------------- | ------------- | ------------- | ------- | ------- | ------- | ----- | ----- | ------ |
| Sub-20 · Chile                                           | 2017      | —         | —         | —         | 3             | 0             | 0             | —       | —       | —       | 3     | 0     | 0      |
| Sub-20 · Chile                                           | Total     | 0         | 0         | 0         | 3             | 0             | 0             | 0       | 0       | 0       | 3     | 0     | 0      |
| (1) Incluye los partidos del Sudamericano Sub-20 (2017). |           |           |           |           |               |               |               |         |         |         |       |       |        |